# Tillägg till Daniel
Tillägg till Daniel, som ingår i Tillägg till Gamla Testamentet, innehåller tre kapitel som inte står att läsa i den hebreiska och arameiska Daniels bok. De tre kapitlen finns med i den grekiska Septuagintaöversättningen. De räknas som kanoniska inom romersk-katolska, östortodoxa och orientaliskt ortodoxa kyrkor och som apokryfiska inom de protestantiska kyrkorna.
Tilläggen till Daniel är:
1. Susanna i badet: Susanna anklagas falskeligen för okyskhet. Hon räddas genom den unge Daniels klokhet.
2. Bel i Babylon: Daniel påvisar för kungen Cyrus Bels prästers svek. Dessa avlivas och Bel och hans helgedom förstörs.
3. Draken i Babylon: Daniel förgör draken. Han kastas därför i lejongropen, men räddas.
4. Asarias bön: Tillägg till Daniel 3:23: Asarias bekänner sitt folks och sina egna synder och ber om hjälp. Herrens ängel räddar honom och hans vänner från att förtäras av eld.
5. De tre männens lovsång: Tillägg till det föregående: Ananias, Asarias och Misael lovsjunga Herren för att han frälste dem ur elden.